# 2. Fußball-Bundesliga
2. Fußball-Bundesliga är Tysklands andradivision i herrfotboll.

## Historia
När Bundesliga startades 1963 inrättades först regionalligan med fem grupper som andra division. På DFB:s kongress 1973 bestämdes det att införa 2. Bundesliga med grupperna nord och syd med totalt 40 lag där mästarna gick upp direkt medan tvåorna fick spela kval till Bundesliga. 1981 slogs båda grupperna ihop till en rikstäckande 2. Bundesliga. Efter återföreningen 1991 utökades ligan med sex lag till 24 lag för att integrerara klubbarna från f.d. DDR. 1993 reducerades ligan till 20 lag och 1994 till 18 lag vilket är den nuvarande storleken. Fram till 2008 hade 2. Bundesliga tre direkta uppflyttningsplatser till Bundesliga. Sedan 2009 är det två direkta platser och en kvalplats där trean i 2. Bundesliga spelar två matcher mot 16:e lag i Bundesliga.

## Klubbar 2022/2023
Följande lag deltar i 2. Fußball-Bundesliga säsongen 2022/2023
| Lag                    | Förbundsland           | Ort            | Arena                          | Kapacitet |
| ---------------------- | ---------------------- | -------------- | ------------------------------ | --------- |
| Arminia Bielefeld      | Nordrhein-Westfalen    | Bielefeld      | Bielefelder Alm                | 27 300    |
| Darmstadt 98           | Hessen                 | Darmstadt      | Merck-Stadion am Böllenfalltor | 17 000    |
| Eintracht Braunschweig | Niedersachsen          | Braunschweig   | Eintracht-Stadion              | 23 325    |
| Fortuna Düsseldorf     | Nordrhein-Westfalen    | Düsseldorf     | Merkur Spiel-Arena             | 54 600    |
| Greuther Fürth         | Bayern                 | Fürth          | Sportpark Ronhof Thomas Sommer | 16 626    |
| Hamburg                | Hamburg                | Hamburg        | Volksparkstadion               | 57 000    |
| Hannover 96            | Niedersachsen          | Hannover       | Niedersachsenstadion           | 49 000    |
| Hansa Rostock          | Mecklenburg-Vorpommern | Rostock        | Ostseestadion                  | 29 000    |
| Heidenheim             | Baden-Württemberg      | Heidenheim     | Voith-Arena                    | 15 000    |
| Holstein Kiel          | Schleswig-Holstein     | Kiel           | Holstein-Stadion               | 15 034    |
| Jahn Regensburg        | Bayern                 | Regensburg     | Jahnstadion Regensburg         | 15 210    |
| Kaiserslautern         | Rheinland-Pfalz        | Kaiserslautern | Fritz-Walter-Stadion           | 49 780    |
| Karlsruher             | Baden-Württemberg      | Karlsruhe      | Wildparkstadion                | 29 699    |
| Magdeburg              | Sachsen-Anhalt         | Magdeburg      | MDCC-Arena                     | 30 098    |
| Nürnberg               | Bayern                 | Nürnberg       | Max-Morlock-Stadion            | 49 923    |
| Paderborn 07           | Nordrhein-Westfalen    | Paderborn      | Home Deluxe Arena              | 15 000    |
| Sandhausen             | Baden-Württemberg      | Sandhausen     | BWT-Stadion am Hardtwald       | 15 414    |
| St. Pauli              | Hamburg                | Hamburg        | Millerntor-Stadion             | 29 546    |

### Fotnoter
1. ↑  GmbH, Perform Media Deutschland (9 juli 2017). ”Alle Informationen zur 2. Bundesliga” (på tyska). http://www.spox.com/de/sport/fussball/zweiteliga/1707/Artikel/2-bundesliga-historie-info-geschichte-ueberblick-modus-rekorde-spieler-vereine.html. Läst 9 december 2017.

Denna artikel är delvis baserad på en översättning från tyskspråkiga Wikipedia.